# 防衛医科大学校
防衛医科大学校（ぼうえいいかだいがっこう、英語: National Defense Medical College）は、埼玉県所沢市並木三丁目2番地に本部を置く日本の省庁大学校である。1973年（昭和48年）に設置された。大学校の略称は防衛医大、防医、NDMC等。

## 概観

### 大学校全体
医師である幹部自衛官の養成や、自衛隊の医官（旧軍の軍医に相当）の教育訓練を目的に昭和49年（1974年）に開設された。初代学長は松林久吉。学科は医学科と看護学科（自衛官コース・技官コース）、大学院相当の医学研究科の3つである。歯科医師（歯科医官）や看護師以外のコ・メディカル（薬剤師、臨床検査技師など）の養成コースはないため資格者を公募している。
看護師を養成する4年制の看護学科は2014年4月に設置された。これに伴い、それ以前に置かれていた看護師養成校である高等看護学院（3年制）と自衛隊中央病院高等看護学院は募集を停止し、2016年3月をもって廃止された。
行政機関の分類上は防衛省の施設等機関に分類され、文部科学省が所管する大学とは異なるが、医科大学に準じた取扱いがなされている。
大学（校）側が学費を負担する目的別医科大学（校）の一つである。入校した学生は定員外の防衛省職員・自衛隊員（特別職国家公務員）となり、大学校の入学金と授業料は無料で、医学科と看護学科自衛官コースの場合、毎月の学生手当（医学科・看護学科自衛官コースとも、2023年12月現在で、131,300円）と年2回の期末手当、および被服が支給される。
一方、看護学科技官コースの場合、身分は特別職国家公務員(非常勤職員)で、2014年4月採用の手当は非常勤職員手当として、時給830円程度が支給される。賞与は無いが、アルバイトは届出をすることで可能。制服は貸与となる。
医学科学生の場合、卒業後は、医科幹部候補生として陸上・海上・航空の各幹部候補生学校で約6週間の教育訓練を受け、医師国家試験に合格後、幹部自衛官（2等陸・海・空尉）に任官する。医療教育改革により2004年から開始した新しい臨床研修制度（スーパーローテート）と同じく2年間は研修医として各診療科を回ることになるが、通常の大学の医学部で行う研修先を選ぶマッチングには参加せず、初任実務研修として防衛医科大学校と自衛隊中央病院で臨床研修を行う。修了後は自衛隊病院や部隊などで勤務する。
看護学科自衛官コースの場合、卒業後、陸、海、空の自衛隊の幹部候補生学校及び自衛隊病院で、所定の教育訓練及び新人看護職員研修を受け、その後、陸、海、空自衛隊の保健師・看護師である幹部自衛官として自衛隊病院や部隊で勤務する（海、空は若干名）。技官コースは、卒業後、研修を経て、保健師・看護師である技官として防衛医科大学校病院で勤務する。
医学科卒業生は、卒業後9年以内に自衛隊を退職する場合は、卒業までの経費（最高4,305万円）を国庫に返還する必要がある。看護学科卒業生は、卒業後6年以内に自衛隊を退職する場合は、卒業までの経費（最高880万円）を返還する必要がある。
大学校には、内科、精神科等の15の診療科がある特定機能病院の防衛医科大学校病院、傷病者の診断、治療、救急救命に必要な研究・開発を行う防衛医学研究センターが置かれている。平成23年度予算額は約207億円。
設立当初は男子のみが応募条件を有する男子校であったが、昭和60年（1985年）入校の第12期から女子も応募が可能となり、共学化された。なお、防衛大学校の共学化はこれより遅れること7年、平成4年（1992年）度入校の第40期からである。

### 入試
一般の大学の入学試験と同等である。公式ホームページでも『入試』と紹介しているが、学生の身分は自衛隊員であるため厳密には国家公務員採用試験である。このため入試の詳細については自衛官募集ホームページに掲載され、募集や願書の受付も自衛隊地方協力本部が担当する。
応募資格は年齢が入校年度の4月1日時点で18歳以上21歳未満であること以外は自衛隊員と同じである。防衛大学校では長期留学生を受け入れているが、防衛医科大学校は受け入れていない。
一次試験は択一式（国語・数学・英語）と記述式（国語、外国語、物理・化学・生物から2科目選択の理科、数学）二次試験は、口述試験と小論文試験、及び身体検査がそれぞれ実施される。ただし、令和3年度の入試では、従来二次試験で課されていた小論文試験が一次試験項目に追加され、また択一式の国語の出題範囲から古文・漢文を除くと発表があった。防衛大学校と同様、一次試験が10月ごろと早く、会場も各都道府県に1カ所以上が開設されること、採用試験であることから受験料を徴収しないため、他大の医学部及び難関大学等を併願したり無料の模試として利用する者も多い。防衛大学校とは試験日が重ならないように調整されているため併願が可能である。なお、一次試験の択一式において一定の得点に達しなかった受験者については、記述式の採点が行われない場合がある。

## 沿革

### 年表
（この節の主な出典：）
- 1973年（昭和48年）11月 - 防衛医科大学校設置
- 1974年（昭和49年）04月 - 医学科学生の教育を開始(航空自衛隊入間基地内仮校舎)
- 1975年（昭和50年）08月 - 本校舎に移転
- 1975年（昭和50年）09月1日 - 高等看護学院設置
- 1977年（昭和52年）12月 - 防衛医科大学校病院設置
- 1980年（昭和55年）03月 - 医学科1期生卒業
- 1985年（昭和60年）04月 - 女子が初入校
- 1987年（昭和62年）06月 - 医学研究科設置（学校教育法に基づく大学院医学研究科に相当）
- 1991年（平成03年）09月 - 医学研究科1期生修了
- 1992年（平成04年）03月 - 医学科卒業生と医学研究科修了生に学位授与機構（現：独立行政法人大学改革支援・学位授与機構）から学位の授与が開始される[注釈 3]
- 1996年（平成08年）10月 - 防衛医学研究センター設置
- 2007年（平成19年）03月28日 - 防衛医科大学校に「幹事」を設置、学生部訓練課を廃止
- 2007年（平成19年）04月01日 - 防衛医科大学校病院輸血部及び分べん部を廃止し、輸血・血液浄化療法部及び腫瘍化学療法部を設置
- 2014年（平成26年）04月 - 看護学科を設置。高等看護学院の募集は2013年度入学生を最後に停止[1]
- 2016年（平成28年）03月 - 高等看護学院を廃止
- 2017年（平成29年）0秋 - 校内に託児施設が開設[8]
- 2018年（平成30年）03月 - 看護学科1期生卒業[注釈 3]

## 基礎データ

### 所在地
- 所沢キャンパス（埼玉県所沢市並木三丁目2番地）

### 校章
校章は、日本の国花である桜、平和を意味する鳩、医学の象徴である蛇杖を組み合わせて形作られている。この校章は、日本の独立と平和を守り、医学の研鑽に励むことを意味している。

## 教育および研究

### 組織

#### 医学教育部
- 医学科[注釈 4]（学部相当）
  - 教育
    - 進学課程
      - 一般教育科目
      - 外国語科目
      - 保健体育科目
      - 基礎教育科目

    - 専門課程
      - 専門教育科目

    - 訓練課程
      - 訓育（将来医師である幹部自衛官としての理解・自覚を深めさせ、伸展性のある人間を育成）
      - 基本教練（徒歩教練、体育一般、水泳、スキー、教育法）
      - 部隊実習（自衛隊の訓練並びに業務の概要を理解するための部隊等における実習）
- 看護学科[注釈 5]
2014年4月に4年制の看護学科が開設され、新入生を自衛官コースと技官コースに分けて募集された。自衛官コースと技官コースの併願は不可。

- 医学研究科（大学院相当）
  - 総合基礎医学群
    - 総合生理学系（専攻分野：解剖学、生理学、生化学、薬理学、医用電子工学、分子生体制御学）
    - 総合病理学系（専攻分野：病理学、微生物・免疫学、寄生虫学）
    - 総合社会・環境医学系（専攻分野：衛生学、公衆衛生学、法医学）

  - 総合臨床医学群
    - 救急医学及びプライマリー・ケアー医学系（専攻分野：総合内科学、外科系プライマリー・ケアー学、救急医学、集団臨床医学、臨床病理学、麻酔・蘇生医学、成長発達臨床医学）
    - 成人医学系（専攻分野：循環器病学、呼吸器病学、消化器病学、腎臓病学、内分泌・代謝病学、アレルギー・膠原病学、血液病学、神経病学、精神科学、整形外科学、皮膚科学、泌尿器科学、眼科学、耳鼻咽喉科学、産科婦人科学、放射線医学、口腔外科学）
- 動物実験施設
- 共同利用研究施設

#### 付属機関
- 防衛医科大学校病院
  - 診療各科（内科、精神科、小児科、外科、脳神経外科、整形外科、皮膚科、泌尿器科、眼科、耳鼻咽喉科、産科婦人科、放射線科、麻酔科、形成外科、歯科口腔外科）
  - 中央診療施設（医療安全・感染対策部、検査部、手術部、放射線部、材料部、救急部、リハビリテーション部、総合臨床部、集中治療部、医療情報部、光学医療診療部、輸血・血液浄化療法部、腫瘍化学療法部、地域医療連携室、緩和ケア室、薬剤部、看護部）
- 防衛医学研究センター
  - 外傷研究部門
  - 医療工学研究部門
  - 異常環境衛生研究部門
  - 行動科学研究部門
  - 生体情報・治療システム研究部門
  - 広域感染症疫学・制御研究部門
- 図書館

## 学生生活
- 学生は、大学校敷地内の学生舎での集団生活が義務付けられており、集団行動と規則正しい生活により、自衛官としての礼儀作法を身につけることとなるが、看護学科技官コースの場合、大学校敷地外からの通学が可能で、交通費も支給される。ただ、希望者は学生寮に有料で入寮でき、食事も有料でできる。
- 実践的な面での能力を身に付けるため、1～3学年は春と夏の2回、4、6学年は春の1回、2年生のみ冬にスキー訓練と、通常のカリキュラムに加え各種訓練も行われる。
- アメリカ合衆国陸軍士官学校（通称ウェストポイント）では学生結婚が厳禁だが、防衛医科大学校では認められている。
- 学生の日課は以下のようになっている。

06:30 起床・日朝点呼
08:00 朝礼・国旗掲揚
08:30 午前課業開始・授業開始
11:45 午前課業終了・昼休み
13:00 午後課業開始・授業開始
17:00 午後課業終了
17:15 国旗降下
20:50 日夕点呼
24:00 消灯
- 平日（月～木）の外出は許可制であり、17:00～20:00まで認められる。病院実習（BSL）が始まると、この通りにはできないため、この日課は原則1～4年生にのみ適用される。平日の外出も許可が不要となる。防衛医科大学校30期以降は新カリキュラムの影響で4年生の12月頃から第2大隊に準じた生活となる。
- 一年の夏休み明けより、基本的に金曜の午後5時から日曜の夜10時30分までの外出ができる。

### 制服
男子学生の制服は、防衛大学校とほぼ同じである。
女子学生の制服は、防衛医大の独自のものである。帽子は、陸上自衛隊の女子用制帽と酷似しており、色は濃紺で幹部自衛官と同じように金モールの顎紐がつき、夏でも白い覆いはつけない。ブレザー型（シングルボタン）の上着にネクタイを締め、スカートとパンプスを着用する。冬服は濃紺地、夏服は白地で、デザインは共通である。 

### 学生隊
学生全員を以て学生隊を編成することとなっている。学生隊は2個大隊からなり、第1大隊には1～4学年、第2大隊には5～6学年が編成される。第1大隊は4個中隊、第2大隊は2個中隊からなり、中隊は2個小隊からなり、小隊は約30名からなる。そして、それぞれに学生長が置かれることとなる。
中隊のうち第1、第3、第4中隊は男子、第2中隊は女子のみで1～4学年が混合で編成されている。第5、第6中隊は男女混合であり、それぞれ5学年、6学年のみで編成されている。夏休みは25日程度、冬休みは14日程度、春休みは7日程度与えられている。

### クラブ活動
運動系のクラブ活動（部活）を運営する学生間では一つ以上の部活に参加することが義務づけられているが、防衛医科大学校カリキュラム上の必修ではない。
2009年現在の運動系の部活には、合気道部、空手道部、弓道部、剣道部、硬式テニス部、柔道部、水泳部、スキー部、躰道部、バスケットボール部、バドミントン部、バレーボール部、ハンドボール部、野球部、ラグビー部、サッカー部、陸上部、レスリング部、チアダンス部がある。かつては馬術部も存在した。
2009年では東日本医科学生総合体育大会に参加しているが、大学校設立当初は『文部省管轄の「大学」ではない』（大学校は厳密には大学ではない）という理由から、参加が認められていなかった。

## 施設

### キャンパス

#### 所沢キャンパス
- 交通アクセス：西武新宿線航空公園駅より徒歩約10分、新所沢駅より徒歩約15分

### 寮
学生寮として、大学校敷地内に学生舎がある。

## 対外関係

### 関係校
- 防衛大学校
- 自衛隊病院